# David K. E. Bruce

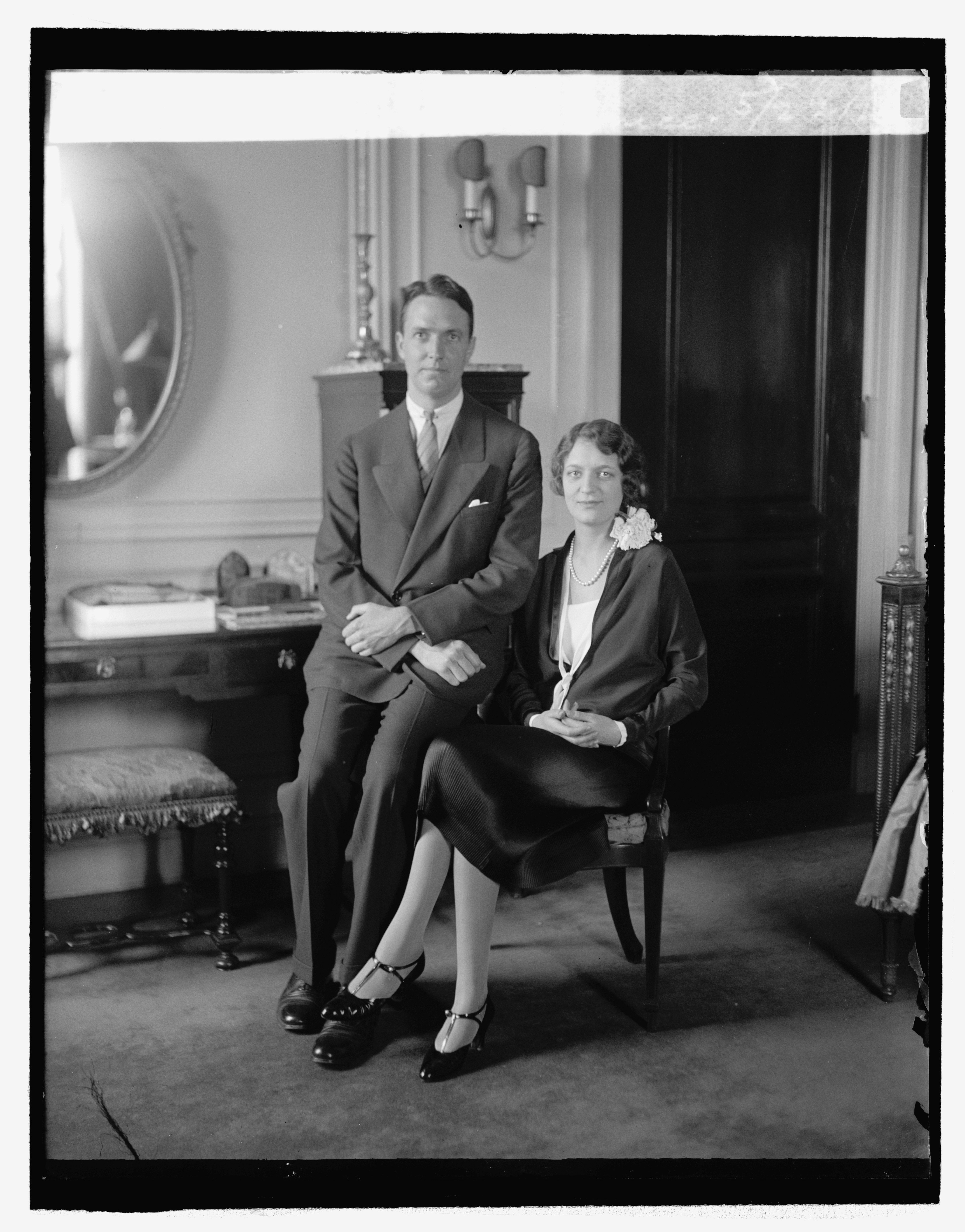
D.K.E. Bruce mit seiner Ehefrau Ailsa Mellon Bruce

David Kirkpatrick Este Bruce (* 12. Februar 1898 in Baltimore, Maryland; † 5. Dezember 1977 in Washington, D.C.) war Jurist und einer der bedeutenden Diplomaten der USA im 20. Jahrhundert.

## Karriere
1920 schloss er sein Studium an der University of Virginia ab und besuchte später die Law school an der University of Maryland. Von 1924 bis 1926 gehörte er als Demokrat dem Abgeordnetenhaus von Maryland an, von 1939 bis 1942 dem Abgeordnetenhaus von Virginia. 1926 trat er in den diplomatischen Dienst ein. Im Zweiten Weltkrieg arbeitete er von 1941 bis 1945 für den OSS. 1949 wurde er Botschafter der Vereinigten Staaten in Paris, danach (1952–1953) United States Under Secretary of State im Außenministerium. Zwischen 1957 und 1959 diente er als Botschafter in Bonn, von 1961 bis 1969 in London, von 1973 bis 1974 in Peking und zuletzt, von 1974 bis 1976, mit immerhin 76 Jahren, als Botschafter bei der NATO.
Ab Juli 1970 war Bruce als Nachfolger von Henry Cabot Lodge junior Chefdelegierter der USA bei den Friedensverhandlungen über Vietnam in Paris.

## Privatleben
Bruce war der Sohn des US-Senators William Cabell Bruce. 1926 heiratete er Ailsa Mellon, die Tochter von Andrew W. Mellon, einem der reichsten Bürger Amerikas. Die beiden hatten eine Tochter, Audrey. In zweiter Ehe heiratete er 1945 Evangeline Bell und hatte mit ihr zwei Söhne sowie eine Tochter. Das Grab von Bruce befindet sich auf dem Oak Hill Cemetery in Washington D.C.

## Auszeichnungen
1976 erhielt er die Presidential Medal of Freedom.